# 堅田 (弘前市)
堅田（かただ）は、青森県弘前市の地名。堅田・堅田一丁目から堅田五丁目まである。郵便番号は036-8052。

## 地理
中央部をJR奥羽本線・青森県道260号石川百田線が貫く。町域の西北部から北部にかけて神田、北部から北東部にかけて撫牛子、東部は境関、南部は松ケ枝・俵元、西部は宮川に接する。

### 小字
小字として神田がある。

## 沿革
- 1889年（明治22年） - 和徳村の一部。
- 1891年（明治24年） - 当時の記録では人口411、戸数55、厩21であった。
- 1955年（昭和30年） - 弘前市の大字になる。

## 世帯数と人口
2017年（平成29年）6月1日現在の世帯数と人口は以下の通りである。
| 丁目       | 世帯数    | 人口    |
| ---------- | --------- | ------- |
| 堅田一丁目 | 33世帯    | 71人    |
| 堅田二丁目 | 192世帯   | 428人   |
| 堅田三丁目 | 281世帯   | 588人   |
| 堅田四丁目 | 189世帯   | 433人   |
| 堅田五丁目 | 258世帯   | 618人   |
| 堅田       | 89世帯    | 281人   |
| 計         | 1,042世帯 | 2,419人 |

## 施設

### 商業
- 伸和産業
- あいおいニッセイ同和損保弘前ビル
- ヨコハマタイヤジャパン弘前営業所
- 青森トヨタ自動車TwiNplaza弘前店
- ツルハドラッグ弘前堅田店
- いすゞ自動車東北弘前支店
- 青森トヨペット弘前堅田店
- 青森マツダ自動車弘前営業所
- 業務スーパー弘前堅田店
- キャンドゥ弘前堅田店

### 公共
- 弘前市宮川交流センター
- 弘前市進修児童館

## 小・中学校の学区
市立小・中学校に通う場合、学区は以下の通りとなる。
| 町丁       | 番・番地 | 小学校             | 中学校             |
| ---------- | -------- | ------------------ | ------------------ |
| 堅田       | 全域     | 弘前市立城東小学校 | 弘前市立第一中学校 |
| 堅田一丁目 | 全域     | 弘前市立和徳小学校 | 弘前市立第一中学校 |
| 堅田二丁目 | 全域     | 弘前市立城東小学校 | 弘前市立第一中学校 |
| 堅田三丁目 | 全域     | 弘前市立和徳小学校 | 弘前市立東中学校   |
| 堅田四丁目 | 全域     | 弘前市立和徳小学校 | 弘前市立東中学校   |
| 堅田五丁目 | 全域     | 弘前市立和徳小学校 | 弘前市立東中学校   |

## 交通
- 弘南バス
  - 堅田（弘前 - 浪岡線、他）停留所。
  - 児童館前、マルエス団地入口、さくら団地入口、さくら団地（ミニバス 弘前バスターミナル - さくら団地線）停留所。